# ابوبکر اسفراینی
ابوبکر عبدالله بن احمد بن محمّد اسفرزی پزشک ایرانی و از اهالی اسفراین در خراسان بود. اطلاعات کمی دربارهٔ زندگی وی موجود است.
رسالهٔ پزشکی وی که در سال ۸۰۶ ه‍.ق نگاشته شده زبده البیان فی علم الابدان و دربارهٔ طب سنتی می‌باشد. یک نسخه از آن در کتابخانه ملی پزشکی ایالات متحده آمریکا نگهداری می‌شود.
اطلاعات زیادی موجود نیست